# Bryochenea sachalinensis
Bryochenea sachalinensis là một loài Rêu trong họ Thuidiaceae. Loài này được (Lindb.) C. Gao & G.C. Zhang mô tả khoa học đầu tiên năm 1982.